# Свети Атанасий (Палеограцано)
Вижте пояснителната страница за други значения на Свети Атанасий.
„Свети Атанасий“ (на гръцки: Ναός Αγίου Αθανασίου Παλαιογρατσάνου) е възрожденска православна църква в южномакедонското велвендско село Палеограцано (Грачани), Егейска Македония, Гърция, част от Сервийската и Кожанска епархия.
Построена е в 1850 година на панорамно място, на близко разстояние северно от селото, срещу местността Линариес. Представлява малък каменен храм с полукръгла апсида, разположен между стари дъбове.